# Pravi kut
U geometriji, pravi kut je kut u iznosu od 90°. Njega zatvaraju dva okomita pravca. Dva prava kuta čine ispruženi kut. Četiri prava kuta čine puni kut. Pravi je kut sam sebi suplementaran jer 90° + 90° = 180°.

## Pravi kut u geometrijskim likovima
- Unutarnji i vanjski kut u pravokutniku
- Kut između dijagonala romba
- Kut nasuprot hipotenuzi u pravokutnom trokutu

## Talesov poučak
Talesov poučak kaže da ako su B, P i P'  točke na kružnici, a dužina između točaka B i P' promjer kruga, onda je kut ∠BPP'  pravi (od 90°).

## U drugim jedinicama
Pravi kut iznosi:
- 90° (stupnjeva)
- {\displaystyle {\tfrac {\pi }{2}}} radijana[1]
- 100 gradijana